# Hosszúszabadi község
Hosszúszabadi község (románul: Comuna Ohaba Lungă) község Temes megyében, Romániában. Központja Hosszúszabadi, beosztott falvai Dobosd, Jerce, Rácszabadi.

## Népessége
A 2011-es népszámlálás adatai alapján a község népessége 1084 fő volt.